# RawTherapee
RawTherapee è un programma open source per processare immagini, principalmente fotografie digitali consentendo anche di leggere, modificare e convertire formati raw proprietari.

## Caratteristiche
Il programma è scritto in C usando la libreria grafica GTK e dcraw da Gábor Horváth di Budapest. A luglio 2011 il programma ha raggiunto la versione 3.0, prima versione open source del programma.
Attualmente l'ultima versione disponibile del software è la 5.8, sia per gli utenti macOS, per gli utenti Windows Vista/7/8/10 e per Linux.